# 松平義生
松平 義生（まつだいら よしなり）は、明治時代初期の大名。美濃国高須藩第14代（最後）の藩主（藩知事）。

## 生涯
丹波国園部藩主・小出英教の次男として誕生した。初名は小出英周（こいで ふさちか）。
明治2年（1869年）6月26日、高須藩13代藩主・松平義勇の養子となる（年齢は義勇が4歳下）。同年7月27日、義勇の隠居により家督を相続する。それに伴い、高須藩知事に就任する。明治3年（1870年）12月24日、高須藩と尾張藩の合併に伴い、藩知事は免職となった。
明治8年（1875年）11月、徳川慶勝の養女・安子と再婚する。
明治10年（1877年）7月、三等中警部心得となる。同年11月、一等少警部となる。明治11年（1878年）4月、権中警部となる。明治12年（1879年）4月、退職する。
明治14年（1881年）5月、宮中祗候となる。同年9月、退職する。
明治17年（1884年）7月8日、子爵となる。
明治35年（1902年）、駒野城跡を城山村（現・岐阜県海津市）に小学校用地として寄付した。
大正9年（1920年）に64歳で死去した。

## 家族
- 父：小出英教
- 母：小出英発の娘・秀御
- 養父：松平義勇
- 先妻：道姫 - 徳川慶勝長女
- 後妻：安子 - 徳川慶勝養女、松平頼縄四女
  - 長男：松平義為（1883年 - 1947年）
  - 次男：竹佐義典（1889年 - ?）
  - 三男：松平義守（1894年 - 1919年）
  - 長女：庭田公子（1897年 - 1961年） - 庭田家長男・庭田重行夫人
  - 四男：松平義忠（1900年 - 1964年）[1]
  - 五男：松平義利（1902年 - ?）